# Martin Bursík
Martin Bursík, né le 12 août 1959 à Prague, est un consultant et homme politique tchèque, ancien ministre et président du Parti Vert tchèque (SZ).

## Biographie

### Situation personnelle
Dans les années 1980, Martin Bursík fait des études de génie écologique à l'Université Charles de Prague.

### Parcours politique

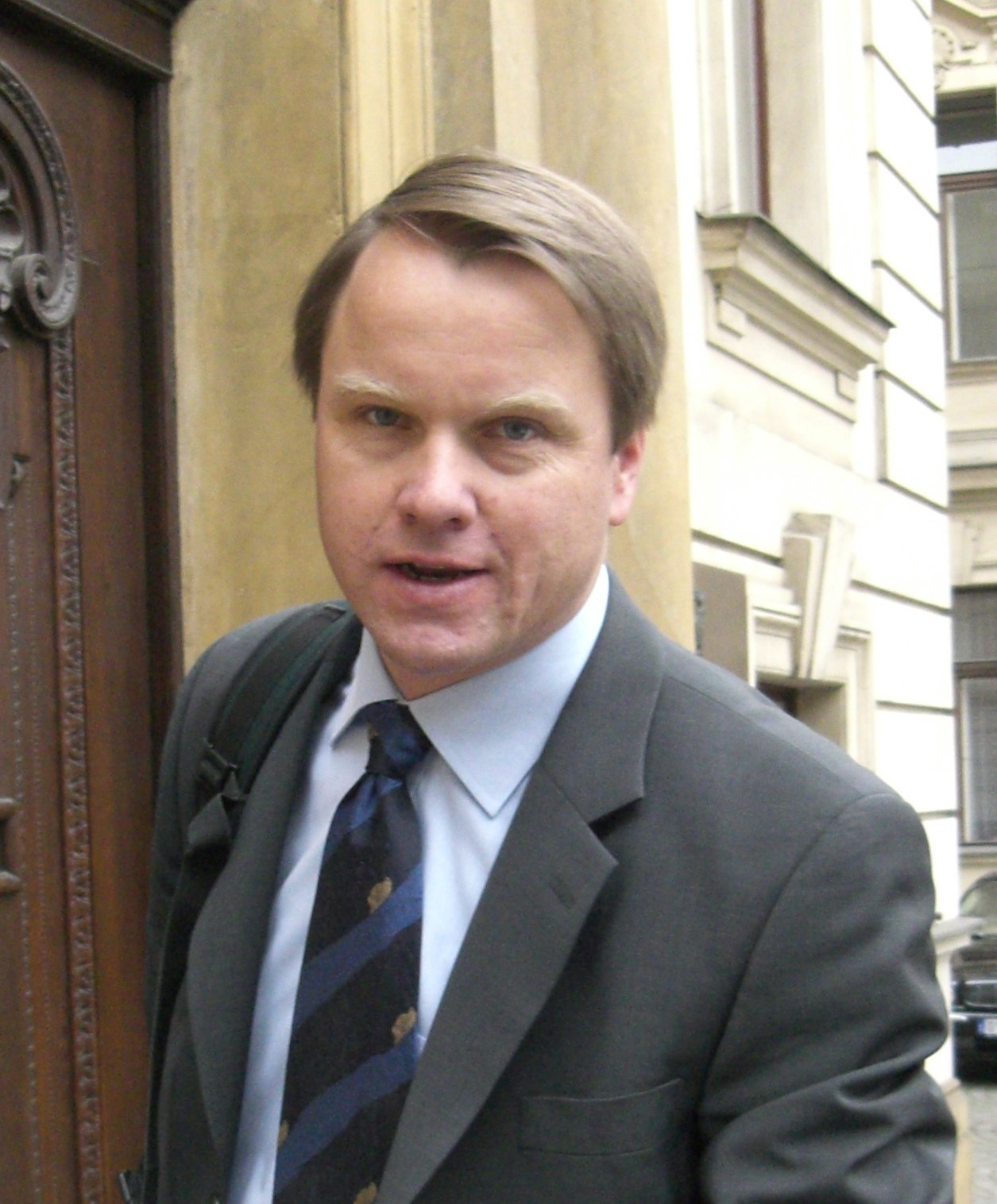
Martin Bursík en juin 2007.

En juin 1989, il devient opposant et signe la déclaration du mouvement anti-communiste. Pendant la Révolution de Velours en novembre de cette même année, il est l'un des fondateurs du Forum civique (OF). Le Mouvement civique (OH), qui émerge du Forum civique et qui devient par la suite le Parti pour une société ouverte, le nomme vice-président et le fait élire au parlement.
Après l'éclatement du Mouvement civique, Martin Bursík rejoint les Démocrates Libres (Svobodní Demokraté) qu'il quitte en 1996 quand ils fusionnent avec le Parti national social tchèque (ČSNS).
Il est ministre de l'Environnement sous Josef Tošovský pendant quelques mois en 1998. Il est candidat malheureux à la mairie de Prague et rejoint l'Union chrétienne démocrate - Parti populaire tchécoslovaque (KDU-ČSL).
Martin Bursík quitte ce parti en 2003. Il rejoint le Parti vert en juin 2004 et en est élu président. Après les élections législatives de 2006, il devient membre du parlement tchèque et ministre de l'Environnement du 9 janvier 2007 au 8 mai 2009 dans le second gouvernement de Mirek Topolanek.
Le changement climatique est une priorité de la politique de Martin Bursík.